# Peucedanum gypsaceum
Peucedanum gypsaceum är en flockblommig växtart som beskrevs av Jevgenij Korovin. Peucedanum gypsaceum ingår i släktet siljor, och familjen flockblommiga växter. Inga underarter finns listade i Catalogue of Life.